# 四海樓 (中華料理店)

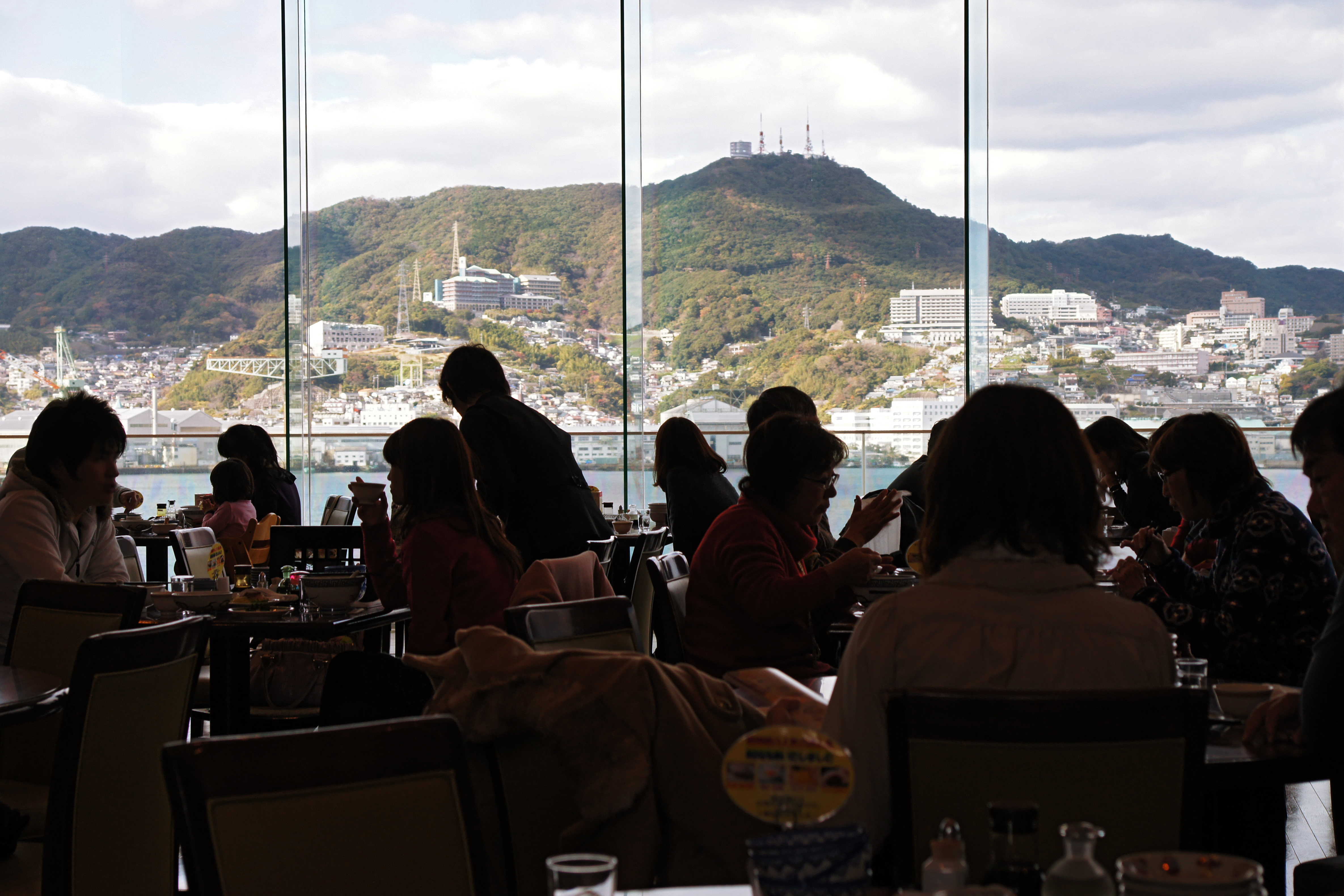
5階　レストラン

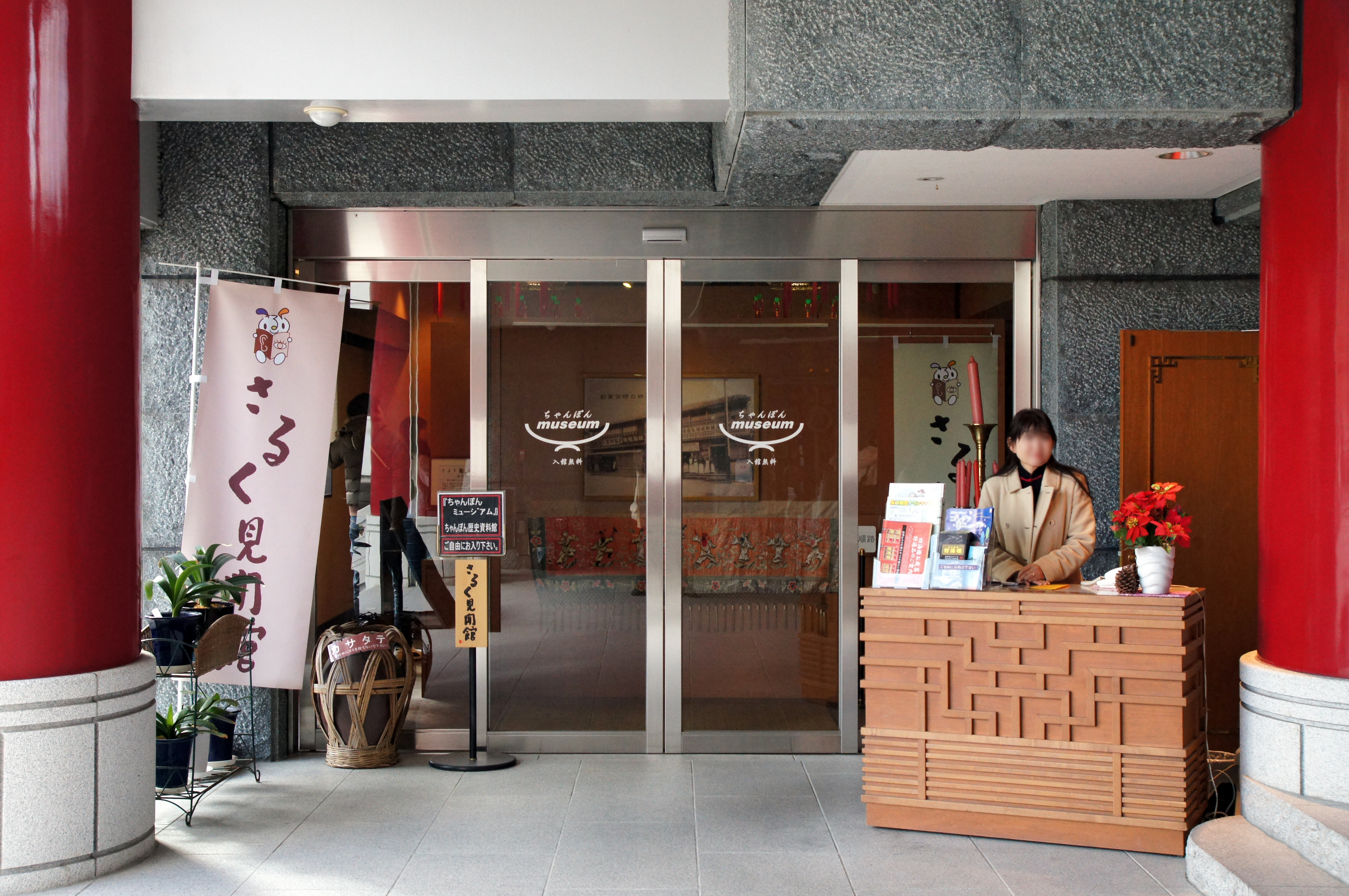
2階 ちゃんぽんミュージアム

四海樓（しかいろう）は、長崎県長崎市に店舗を置く中華料理店及び同市に本社を置き同店を経営する企業（株式会社）である。ちゃんぽん及び皿うどん発祥の店として知られる。

## 歴史
創業者である陳平順は、1892年（明治25年）に当時の清国福建省から来日し、反物の行商を行っていた。日清戦争で多くの仲間が帰国する中、長崎に留まり続け、1899年（明治32年）に旅館兼飲食店「四海樓」を創業。店名は、世界・天下を表す｢四海」より、｢世界中が平和であってほしい｣という願いから命名されたという。
明治時代後期から大正時代にかけてはカフェも経営しており、市民からは｢上海クラブ｣と呼ばれ、港に入港した外国船の船員や医学生、長崎造船所の技師らが訪れ大いに繁盛した。1917年（大正6年）より長崎に居を構えた斎藤茂吉は、1918年（大正7年）の東京相撲長崎巡業の際に、当時序の口であった出羽ヶ嶽に四海樓のちゃんぽんを出前で頼んで食べさせ、その翌年には芥川龍之介、菊池寛らと共に来店するなど、遠来の客人をもてなす際によく利用した。
戦争の激化に伴い1944年（昭和19年）に一時閉店を余儀なくされたものの、1951年（昭和26年）9月23日に閉店前と同じ籠町で営業を再開した。1973年（昭和48年）11月14日に規模を拡大する目的で松が枝町の現在地に移転した。1999年（平成11年）1月より店舗改築に入り、翌2000年（平成12年）7月4日に現店舗が開店した。

## ちゃんぽんの誕生
中国人留学生の身元引受人になっていた陳が、留学生たちの貧しい食生活を見かねて考案したのが始まりである。福建料理の湯肉絲麺 (とんにいしいめん)をモデルにアレンジしたもので、初めは「支那うどん」という名前で出されていた。
「ちゃんぽん」という名前の由来には諸説あり、「ご飯を食べる」意の福建語「吃飯（シャポン）」から来たとする説、中国の鉦の音のチャンと日本の鼓の音ポンを合わせた説などがある。

## ちゃんぽんミュージアム
2000年にオープンした店舗には2階にちゃんぽんミュージアムが設けられており、ちゃんぽんに関する資料が展示されている。

## 所在地とアクセス
〒850-0921 長崎県長崎市松が枝町4番5号
- 長崎電気軌道 大浦天主堂電停下車、徒歩2分。
- JR九州長崎駅より車で約10分。
- ながさき観光ルートバス - グラバー園停留所より徒歩1分。
- 長崎バス 60系統 - 大浦天主堂下停留所より徒歩2分。
- 長崎バス 30・40系統 - 松ヶ枝国際ターミナル停留所より徒歩3分。